# إقلاع مجهض
في مصطلحات الطيران، الإقلاع المرفوض (rejected takeoff) اختصاراً (RTO) أو الإقلاع المُجْهَض (aborted takeoff) هو الموقف والحالة التي يتم فيها إلغاء إقلاع الطائرة. يمكن أن يكون هناك العديد من الأسباب لاتخاذ قرار بأداء الإقلاع المرفوض، ولكنها عادة ما تكون بسبب أخطاء فنية مشتبه بها أو فعلية، مثل عطل في المحرك أو حريق أو ضبط تكوين غير صحيح أو التحكم في الطائرة أو الظروف البيئية مثل ريح القص.
هناك ثلاث مراحل للإقلاع. في نظام السرعة المنخفضة، عادة أقل من 80 عقدة أو نحو ذلك، سيتم رفض الإقلاع حتى في حالات الفشل الطفيفة. في النظام عالي السرعة، عادةً ما يزيد عن 80 عقدة ولكن أقل من في سبييدس (V1)، يتم تجاهل المشكلات البسيطة، لكن الإقلاع سيظل مرفوضًا بسبب مشاكل خطيرة، لا سيما بسبب أعطال المحرك. يتم حساب سرعة قرار الإقلاع، المعروفة باسم (V1)، قبل كل رحلة لطائرات أكبر متعددة المحركات. أقل من سرعة القرار، يجب أن تكون الطائرة قادرة على التوقف بأمان قبل نهاية المدرج. إذا تجاوزت سرعة اتخاذ القرار، قد تتجاوز الطائرة المدرج إذا تم إحباط الإقلاع، وبالتالي، لا يتم تنفيذ الإقلاع المرفوض عادةً فوق هذه السرعة، ما لم يكن هناك سبب للشك في قدرة الطائرة على الطيران. في حالة حدوث عطل خطير أو الاشتباه به فوق (V1)، ولكن لا شك في قدرة الطائرة على الطيران، يستمر الإقلاع على الرغم من الفشل (المشتبه به)، وستحاول الطائرة الهبوط مرة أخرى في أسرع وقت ممكن. إذا كانت قدرة الطائرة على الطيران موضع شك (على سبيل المثال، في حالة حدوث عطل كبير في التحكم في الطيران مما يجعل الطائرة غير قادرة على الارتفاع للإقلاع)، فقد يكون الخيار الأفضل هو رفض الإقلاع حتى لو بعد (V1)، قبول احتمال تجاوز المدرج.
سوف ترفض الطائرات ذات المحرك الواحد أي إقلاع بعد تعطل المحرك، بغض النظر عن السرعة، حيث لا توجد طاقة متاحة لمواصلة الإقلاع. حتى لو كانت الطائرة بالفعل في الجو، إذا بقي هناك مدرج كافٍ، فقد يتم إجراء محاولة للهبوط مباشرة على المدرج. قد ينطبق هذا أيضًا على بعض الطائرات الخفيفة ذات المحركين.
قبل بدء لفة الإقلاع، يكون نظام الكبح الآلي للطائرة، إذا كان متاحًا ومفعلاً. سيقوم نظام الكبح الآلي تلقائيًا بتطبيق الحد الأقصى من الفرامل إذا تم تقليل الخانق إلى وضع الخمول أو الدفع العكسي أثناء لفة الإقلاع بمجرد الوصول إلى السرعة المحددة مسبقًا.

## اختبار (RTO)
عادةً ما يُنظر إلى اختبار الإقلاع المرفوض (RTO) على أنه أحد أصعب الاختبارات التي يجب أن تخضع لها الطائرة لتجارب الاعتماد الخاصة بها. يتم إجراء اختبار (RTO) في أسوأ الظروف الممكنة ؛ على سبيل المثال، مع وجود فرامل مهترئة تمامًا، يتم تحميل الطائرة بأقصى وزن للإقلاع وعدم استخدام عاكسات الدفع. أثناء اختبار (RTO)، يتم تحويل معظم الطاقة الحركية للطائرة إلى حرارة بواسطة الفرامل، مما قد يتسبب في ذوبان المقابس القابلة للانصهار للإطارات، مما يؤدي إلى تفريغها. يُسمح بحرائق المكابح الصغيرة بشرط ألا تضر بالإخلاء الآمن والكامل للطائرة في الدقائق الخمس الأولى.

## روابط خارجية
- Airliners.net - صور تفصيلية لـ (RTO) يؤديها لوكهيد تريستار في مطار أمستردام شيفول نسخة محفوظة 2012-03-09 على موقع واي باك مشين..
- تاريخ عمليات (RTO) في Evergreen مع ملاحظات توضيحية جيدة